# Дом с ловушками
«Дом с ловушками» (кит. 沖霄樓, англ. House of Traps) — фильм с боевыми искусствами режиссёра Чжан Чэ, вышедший в 1982 году.

## Сюжет
Когда продажный принц организует кражу символов императорской власти — очень ценных артефактов из нефрита, император отправляет своих лучших людей, чтобы вернуть их. Единственная проблема людей императора в выполнении миссии заключается в том, что принц спрятал ценности в доме с ловушками, из которого ни один человек никогда не выходил живым. Императорский следователь Янь Чуньминь и его люди совершают смелый рейд на дом в день рождения принца, что приводит к противостоянию.

## В ролях
- Лу Фэн — Хуа Чун
- Вон Лик — Дэн Чэ
- Лун Тяньсян[кит.] — Шэнь Чжунъюань
- Сунь Цзянь[кит.] — Янь Чуньминь
- Чинь Сиухоу[кит.] — Бай Юйтан
- Филип Куок[кит.] — Чжи Хуа
- Чю Хак — Лу Фан
- Цзян Шэн[англ.] — Цзян Пин
- Рики Чэн — Сюй Цин
- Яу Лэй — Ай Ху
- Нгай Фэй — принц Санъяна
- Юй Тайпин — Хань Чжан
- Лау Фонсай — Юймо
- Сиу Юк — Ван Дун

## Съёмочная группа
- Компания: Shaw Brothers
- Продюсер: Шао Жэньлэн
- Режиссёр: Чжан Чэ
- Сценарист: Ни Куан[кит.], Чжан Чэ
- Ассистент режиссёра: Цзян Шэн[англ.], Лоу Юньмин
- Постановка боевых сцен: Чю Хак, Лу Фэн, Цзян Шэн, Филлип Куок
- Художник Джонсон Цао
- Монтажёр: Лэй Имхой, Цзян Синлун
- Грим: У Сюйцин, Лау Кайсин
- Дизайнер по костюмам: Лю Цзию
- Оператор: Чхоу Вайкхэй
- Композитор: Эдди Ван